# Sandra Reynolds
Sandra Reynolds Price (Bloemfontein, 4 de março de 1934), foi uma tenista sul-africana vencedora de quatro Grand Slam.

## Principais conquistas
Price foi campeã nos torneios de simples feminino da África do Sul nos anos de 1959 a 1961, sendo vencedora também do Aberto da Alemanha nos anos de 1960 até 1962. Chegou às finais do Torneio de Wimbledon em simples e duplas femininas em 1960, e em ambas as ocasiões perdeu para a tenista Maria Esther Bueno do Brasil.

## Ranking
De acordo os jornais Daily Telegraph e do Daily Mail, Price foi classificado entre as 10 melhores tenistas do mundo de 1959 a 1962. A sua melhor posição na carreira foi a de no. 3 em 1960.